# De Constant Rebecque
Het geslacht de Constant Rebecque (ook: Constant de Rebecque en: de Constant de Rebecque de Villars) stamt uit Rebecques, of uit het nabijgelegen Ariën (Aire-sur-la-Lys) in Artois in Frankrijk, maar verhuisde al in de 16e eeuw naar Zwitserland. Twee takken behoren sinds 1824 respectievelijk 1846 tot de Nederlandse adel, met de titel van baron op allen.

## Zwitserse tak
- David Constant de Rebecque (1638-1733) was een theoloog en bevriend met de filosoof Pierre Bayle en Frederik Graaf van Dohna. Hij woonde in Coppet en werd in 1674 hoogleraar retorica in Lausanne, in 1702 hoogleraar theologie.
  - Samuel de Constant Rebecque (1676-1756) was een luitenant-generaal in het Staatse leger; hij was getrouwd met Rose Susanne de Saussure.[3] Constant was bevriend met Voltaire
    - Louis Arnold Juste de Constant (1726–1812)[4] was in dienst van het Staatse leger. Na het overlijden van zijn eerste echtgenote, Henriette-Pauline de Chandieu-Villar in 1767 trouwde hij in het geheim met Marianne Magnin.[5][6] Hij was gelegerd in Geertruidenberg (1780), en mogelijk ook Vlissingen, Maastricht en Den Bosch.[3] In 1794 raakte hij in de problemen of vanwege malversaties met zijn regiment[7] of muiterij. Constant was gedwongen een deel van zijn bezittingen te verkopen en verhuisde naar Frankrijk. Hij stierf in Brevans.[4] De hieronder vermelde David en François waren zijn broers.
      - Benjamin Constant (1767-1830) was een Frans/Zwitsers, schrijver en pamflettist, bevriend met Belle van Zuylen en Mme de Staël, politicus en belangrijk liberaal theoreticus, die vanwege zijn conflict met Napoleon het land verliet. Tijdens de Honderd dagen steunde hij Napoleon, maar raakte in conflict met zijn opvolger Lodewijk XVIII van Frankrijk en Karel X van Frankrijk. Hij beïnvloedde met zijn ideeën over ministeriële verantwoordelijkheid de leiders van de Belgische Opstand.[8]

## Nederlandse tak

Samuel de Constant Rebecque (1676-1756), luitenant-generaal in het Staatse leger
- David Louis de Constant Rebecque (Lausanne, 1722-1785), kapitein-luitenant in het Staatse leger; ook bekend als Constant d’Hermenches, amateur-musicus, acteur, pamflettist, dichter en bevriend met Voltaire en Belle van Zuylen
  - Guillaume Anne baron de Constant Rebecque, heer van Villars-Mendraz (1750-1832), hoofd van de Zwitserse Garde, lijfwacht van stadhouder Willem V en een Nederlands generaal, commandeur Militaire Willems-Orde (MWO); in 1824 ingelijfd in de Nederlandse adel; trouwde met Constantia van Lynden
    - Thierry Juste baron de Constant Rebecque de Villars (1786-1867), generaal, adjudant van de Prins van Oranje, gouverneur van Koning Willem III en zijn broers, kamerheer van de Keizer van Oostenrijk; hij trouwde met Margaretha Johanna Wilhelmina barones van Lynden, een dochter van Frans Godert baron van Lynden van Hemmen
      - Willem Anne baron de Constant Rebecque de Villars (1827-1894), luitenant, kamerheer van koning Willem III, lid gemeenteraad van Wageningen
        - Justine Thérèse Civile barones de Constant Rebecque de Villars (1855-1951), laatste telg van de tak de Constant Rebecque de Villars

    - Jules Thierry Nicolas baron de Constant Rebecque de Villars (1787-1837), kapitein generale staf, kamerheer van koning Willem I, RMWO
    - Annette barones de Constant Rebecque de Villars (1797-1873), dame du palais van koningin Sophie
- François Marie Samuël de Constant d’Hermenches (1729-1800), getrouwd met Charlotte Pictet (1734-1766), het buurmeisje van Voltaire, en een tweede maal gehuwd met Louise-Catherine Gallatin (1736-1814)
  - Rosalie de Constant (1758-1834), Zwitserse tekenares en botanica, zonder afstammelingen (uit 1e huwelijk)
  - Jean Victor baron de Constant Rebecque (1773-1850), Zwitsers-Nederlands luitenant-generaal en commandeur MWO; gouverneur van de latere koning Willem II; in 1846 ingelijfd in de Nederlandse adel (uit 2e huwelijk)[9]
    - Theodore Guillaume Thierry Victor baron de Constant Rebecque (1803-1858), kapitein en ridder MWO, adjudant van achtereenvolgens prins Alexander en de koningen Willem II en Willem III, ongehuwd en kinderloos
    - mr. Charles Theodore Jean baron de Constant Rebecque (1805-1870), eerste luitenant, kamerheer van de koningen Willem I, II en III
      - mr. Jan Daniël Cornelis Carel Willem baron de Constant Rebecque (1841-1893), lid gemeenteraad van Loosduinen, lid provinciale staten van Zuid-Holland, hofmaarschalk en ceremoniemeester van koning Willem III
        - Idzardina Juliana Frederika barones de Constant Rebecque (1877-1958), hofdame van koningin Wilhelmina; trouwde in 1900 met Joseph Henri Felix Dumonceau (1859-1952), luitenant-generaal titulair, opperceremoniemeester en grootmeester van koningin Wilhelmina

## Naamdragers, geen familie
- Over de afkomst van de schilder Jean-Joseph Benjamin-Constant is helemaal niets bekend, het is vooralsnog een mysterie wie zijn ouders zijn geweest. Zijn moeder zou zijn gestorven toen hij twee jaar oud was.[bron?]
- Via de vrouwelijke lijn, en dus geen lid van de adellijke familie Constant stamt af als kleinzoon van een halfzuster van Benjamin Constant:[10] Paul Henri Benjamin Balluet d'Estournelles, baron de Constant Rebecque (1852-1924), Frans diplomaat en politicus. Hij won in 1909 de Nobelprijs voor de Vrede vanwege zijn inzet voor ontwapening bij de grote mogendheden.

## Familiebegraafplaats op Belmonte, Wageningen
Thierry Auguste (Thierry Juste) baron de Constant Rebecque de Villars verwierf in 1834 een deel van de bezittingen van zijn schoonvader, Frans Godert van Lynden van Hemmen op de Wageningse Berg in eigendom. Hij stichtte hier een landgoed, dat hij 'Belmonte' noemde. Hij gaf in 1843 Jan David Zocher opdracht een ontwerp voor het park te maken. In 1857 kreeg Willem Anne baron de Constant Rebecque de Villars alle gronden op de Veluwe en de Veluwezoom van zijn vader, inclusief Belmonte. Toen hij in 1894 overleed is een familiegraf aangelegd op de Westberg, direct ten westen van Belmonte. De dochters Justine en Cecile verkochten het landgoed in 1936 aan de Stichting Het Geldersch Landschap. Het landhuis verwerd tot puin door beschietingen vanuit de Betuwe aan het einde van de Tweede Wereldoorlog. Kort na de Tweede Wereldoorlog werd op de plaats van landgoed het Belmonte Arboretum aangelegd door de Landbouwhogeschool.